# Bulbophyllum nocturnum
Bulbophyllum nocturnum, vrsta orhideje s otoka Nova Britanija u Bizmarkovom arhipelagu. Vrsta je opisana 2011 godine. Jedina je vrsta orhideje koja cvjetove otvara preko noći, a danju ih zatvara